# La Salle megye (Louisiana)
La Salle megye az Amerikai Egyesült Államokban, azon belül Louisiana államban található. Megyeszékhelye és legnagyobb városa Jena. Lakosainak száma 14 791 fő (2020. április 1.). La Salle megye Winn, Avoyelles, Rapides, Grant, Caldwell és Catahoula megyékkel határos.

## Népesség
A megye népességének változása:
| Lakosok száma | 14 915 | 14 943 | 14 863 | 14 777 | 14 974 | 14 791 |
|               | 2010   | 2011   | 2012   | 2013   | 2015   | 2020   |